# Панкалијери
Панкалијери (итал. Pancalieri) је насеље у Италији у округу Торино, региону Пијемонт.
Према процени из 2011. у насељу је живело 1892 становника. Насеље се налази на надморској висини од 247 м.

## Становништво
Према резултатима пописа становништва 2011. у општини је живело 1.985 становника.
| 1931. | 1936. | 1951. | 1961. | 1971. | 1981. | 1991. | 2001. | 2011. |
| ----- | ----- | ----- | ----- | ----- | ----- | ----- | ----- | ----- |
| 2.180 | 2.186 | 2.060 | 1.831 | 1.830 | 1.861 | 1.797 | 1.884 | 1.985 |

## Партнерски градови
- Ataliva